# A Licas e o Zé
A Licas e o Zé é uma série de desenho animado infantil portuguesa exibida pela RTP. Dirigida por Artur Ramos e com animações de Gustavo Fontoura, estreou em 1957.